# 小林賢太
小林 賢太（こばやし けんた、1999年6月2日 - ）は、ジャパンラグビーリーグワン東京サントリーサンゴリアスに所属するラグビーユニオン選手。

## プロフィール
- 兵庫県西宮市出身[1]。
- ポジションはプロップ(PR)。
- 身長 181 cm、体重 112 kg
- ジュニア・ジャパンに選ばれたことがある。
- U20日本代表に選ばれたことがある[2]。

## 略歴
4歳からラグビーを始めた。
2018年、東福岡高校卒業後、早稲田大学に入る。なお東福岡高校時代、高校日本代表に選ばれたことがある。
2022年、東京サントリーサンゴリアスに加入。同年12月25日に行われたJAPAN RUGBY LEAGUE ONE第1節NECグリーンロケッツ東葛戦にて途中出場でリーグワン公式戦初出場を果たした。